# Agriomorpha xinglongensis
Agriomorpha xinglongensis – gatunek ważki z rodziny Rhipidolestidae. Występuje na chińskiej wyspie Hajnan. Został opisany w 2001 roku; holotyp – samiec – został odłowiony w maju 1999 roku.